# Breukelen-Sint Pieters

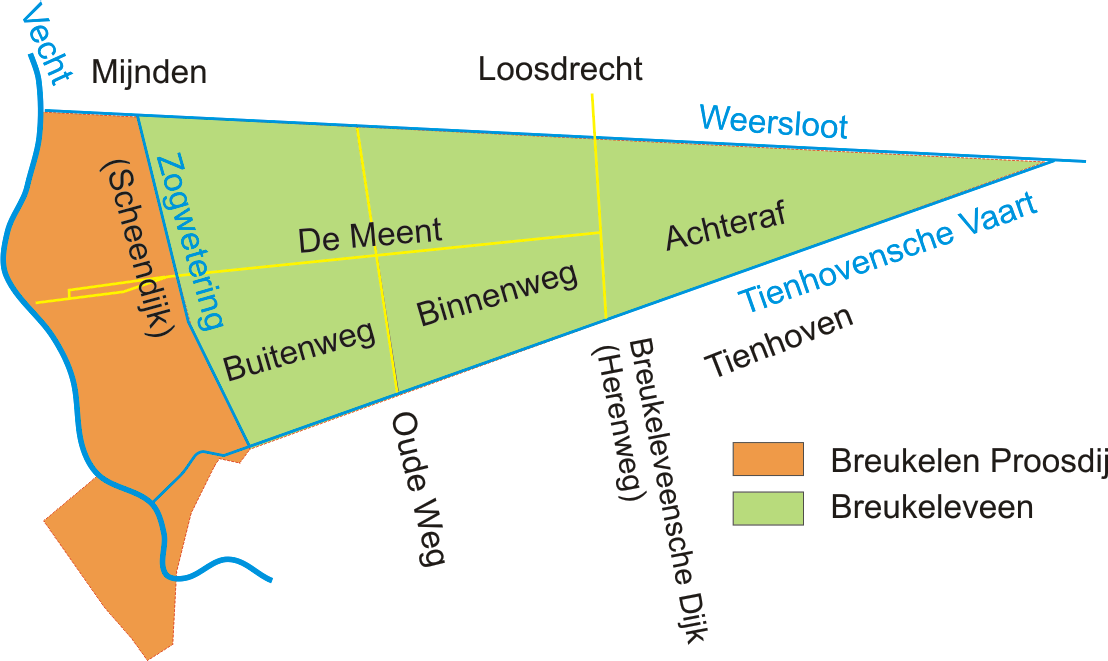
Gerechten Breukelen Proosdij en Breukeleveen

Breukelen-St. Pieters was een gemeente in de Nederlandse provincie Utrecht.

## Geschiedenis
Reeds vroeg in de middeleeuwen stond de bisschop van Utrecht een deel Breukelen af aan het kapittel van Sint Pieter te Utrecht. De goederen van een kapittel worden bestuurd door een proost, vandaar dat het gebied bekendstond als Breukelen-Proosdijgerecht. Het gebied bestond uit Otterspoor op de westelijke oever van de Vecht ten zuiden van de oorspronkelijke splitsing tussen de Vecht en de Aa en uit de oostelijke oever tussen de Vecht en de Zogdijk (huidige Scheendijk). De Zogdijk vormde de grens met de ontginning Breukeleveen, die ook werd toevertrouwd aan de proost. Hoewel er een band was tussen Breukelen-Proosdij en Breukeleveen omdat beide gerechten in bezit waren
van het kapittel van Sint Pieter, waren het toch afzonderlijke bestuurseenheden. De band werd na 1604 iets losser, toen de inwoners van Breukeleveen kerkelijk tot Tienhoven gingen behoren.
In 1798 werd er uit elf gerechten, waaronder Breukelen-Sint Pieters en Breukeleveen een grote gemeente Breukelen gevormd. In 1801 werd deze gemeente al weer opgeheven en werd de oude situatie hersteld. Op 1 januari 1812 kwam er opnieuw een herindeling. Er kwam weer een grote gemeente Breukelen, dit keer door samenvoeging van tien gerechten, waaronder Breukelen-Sint Pieters. Breukeleveen ging deel uitmaken van de gemeente Tienhoven. Op 1 januari 1818 volgde de opdeling van Breukelen in vijf nieuwe gemeentes, waaronder Breukelen-Sint Pieters. Breukeleveen werd los gemaakt van Tienhoven en bij de nieuwe gemeente gevoegd.
Op 1 januari 1949 werden de gemeenten Breukelen-Sint Pieters en Breukelen-Nijenrode samengevoegd tot de gemeente Breukelen, welke gemeente per 1 januari 2011 is opgegaan in de nieuw gevormde gemeente Stichtse Vecht.